# 1261
Portal Geschichte | Portal Biografien | Aktuelle Ereignisse | Jahreskalender | Tagesartikel

◄ |
12. Jahrhundert |
13. Jahrhundert
| 14. Jahrhundert | ►

◄ |
1230er |
1240er |
1250er |
1260er
| 1270er | 1280er | 1290er | ►

◄◄ |
◄ |
1257 |
1258 |
1259 |
1260 |
1261
| 1262 | 1263 | 1264 | 1265 | ► | ►►
Staatsoberhäupter  · Nekrolog
| Januar | Januar | Januar | Januar | Januar | Januar | Januar | Januar |
| Kw     | Mo     | Di     | Mi     | Do     | Fr     | Sa     | So     |
| ------ | ------ | ------ | ------ | ------ | ------ | ------ | ------ |
| 53     |        |        |        |        |        | 1      | 2      |
| 1      | 3      | 4      | 5      | 6      | 7      | 8      | 9      |
| 2      | 10     | 11     | 12     | 13     | 14     | 15     | 16     |
| 3      | 17     | 18     | 19     | 20     | 21     | 22     | 23     |
| 4      | 24     | 25     | 26     | 27     | 28     | 29     | 30     |
| 5      | 31     |        |        |        |        |        |        |

| Februar | Februar | Februar | Februar | Februar | Februar | Februar | Februar |
| Kw      | Mo      | Di      | Mi      | Do      | Fr      | Sa      | So      |
| ------- | ------- | ------- | ------- | ------- | ------- | ------- | ------- |
| 5       |         | 1       | 2       | 3       | 4       | 5       | 6       |
| 6       | 7       | 8       | 9       | 10      | 11      | 12      | 13      |
| 7       | 14      | 15      | 16      | 17      | 18      | 19      | 20      |
| 8       | 21      | 22      | 23      | 24      | 25      | 26      | 27      |
| 9       | 28      |         |         |         |         |         |         |

| März | März | März | März | März | März | März | März |
| Kw   | Mo   | Di   | Mi   | Do   | Fr   | Sa   | So   |
| ---- | ---- | ---- | ---- | ---- | ---- | ---- | ---- |
| 9    |      | 1    | 2    | 3    | 4    | 5    | 6    |
| 10   | 7    | 8    | 9    | 10   | 11   | 12   | 13   |
| 11   | 14   | 15   | 16   | 17   | 18   | 19   | 20   |
| 12   | 21   | 22   | 23   | 24   | 25   | 26   | 27   |
| 13   | 28   | 29   | 30   | 31   |      |      |      |

| April | April | April | April | April | April | April | April |
| Kw    | Mo    | Di    | Mi    | Do    | Fr    | Sa    | So    |
| ----- | ----- | ----- | ----- | ----- | ----- | ----- | ----- |
| 13    |       |       |       |       | 1     | 2     | 3     |
| 14    | 4     | 5     | 6     | 7     | 8     | 9     | 10    |
| 15    | 11    | 12    | 13    | 14    | 15    | 16    | 17    |
| 16    | 18    | 19    | 20    | 21    | 22    | 23    | 24    |
| 17    | 25    | 26    | 27    | 28    | 29    | 30    |       |

| Mai | Mai | Mai | Mai | Mai | Mai | Mai | Mai |
| Kw  | Mo  | Di  | Mi  | Do  | Fr  | Sa  | So  |
| --- | --- | --- | --- | --- | --- | --- | --- |
| 17  |     |     |     |     |     |     | 1   |
| 18  | 2   | 3   | 4   | 5   | 6   | 7   | 8   |
| 19  | 9   | 10  | 11  | 12  | 13  | 14  | 15  |
| 20  | 16  | 17  | 18  | 19  | 20  | 21  | 22  |
| 21  | 23  | 24  | 25  | 26  | 27  | 28  | 29  |
| 22  | 30  | 31  |     |     |     |     |     |

| Juni | Juni | Juni | Juni | Juni | Juni | Juni | Juni |
| Kw   | Mo   | Di   | Mi   | Do   | Fr   | Sa   | So   |
| ---- | ---- | ---- | ---- | ---- | ---- | ---- | ---- |
| 22   |      |      | 1    | 2    | 3    | 4    | 5    |
| 23   | 6    | 7    | 8    | 9    | 10   | 11   | 12   |
| 24   | 13   | 14   | 15   | 16   | 17   | 18   | 19   |
| 25   | 20   | 21   | 22   | 23   | 24   | 25   | 26   |
| 26   | 27   | 28   | 29   | 30   |      |      |      |

| Juli | Juli | Juli | Juli | Juli | Juli | Juli | Juli |
| Kw   | Mo   | Di   | Mi   | Do   | Fr   | Sa   | So   |
| ---- | ---- | ---- | ---- | ---- | ---- | ---- | ---- |
| 26   |      |      |      |      | 1    | 2    | 3    |
| 27   | 4    | 5    | 6    | 7    | 8    | 9    | 10   |
| 28   | 11   | 12   | 13   | 14   | 15   | 16   | 17   |
| 29   | 18   | 19   | 20   | 21   | 22   | 23   | 24   |
| 30   | 25   | 26   | 27   | 28   | 29   | 30   | 31   |

| August | August | August | August | August | August | August | August |
| Kw     | Mo     | Di     | Mi     | Do     | Fr     | Sa     | So     |
| ------ | ------ | ------ | ------ | ------ | ------ | ------ | ------ |
| 31     | 1      | 2      | 3      | 4      | 5      | 6      | 7      |
| 32     | 8      | 9      | 10     | 11     | 12     | 13     | 14     |
| 33     | 15     | 16     | 17     | 18     | 19     | 20     | 21     |
| 34     | 22     | 23     | 24     | 25     | 26     | 27     | 28     |
| 35     | 29     | 30     | 31     |        |        |        |        |

| September | September | September | September | September | September | September | September |
| Kw        | Mo        | Di        | Mi        | Do        | Fr        | Sa        | So        |
| --------- | --------- | --------- | --------- | --------- | --------- | --------- | --------- |
| 35        |           |           |           | 1         | 2         | 3         | 4         |
| 36        | 5         | 6         | 7         | 8         | 9         | 10        | 11        |
| 37        | 12        | 13        | 14        | 15        | 16        | 17        | 18        |
| 38        | 19        | 20        | 21        | 22        | 23        | 24        | 25        |
| 39        | 26        | 27        | 28        | 29        | 30        |           |           |

| Oktober | Oktober | Oktober | Oktober | Oktober | Oktober | Oktober | Oktober |
| Kw      | Mo      | Di      | Mi      | Do      | Fr      | Sa      | So      |
| ------- | ------- | ------- | ------- | ------- | ------- | ------- | ------- |
| 39      |         |         |         |         |         | 1       | 2       |
| 40      | 3       | 4       | 5       | 6       | 7       | 8       | 9       |
| 41      | 10      | 11      | 12      | 13      | 14      | 15      | 16      |
| 42      | 17      | 18      | 19      | 20      | 21      | 22      | 23      |
| 43      | 24      | 25      | 26      | 27      | 28      | 29      | 30      |
| 44      | 31      |         |         |         |         |         |         |

| November | November | November | November | November | November | November | November |
| Kw       | Mo       | Di       | Mi       | Do       | Fr       | Sa       | So       |
| -------- | -------- | -------- | -------- | -------- | -------- | -------- | -------- |
| 44       |          | 1        | 2        | 3        | 4        | 5        | 6        |
| 45       | 7        | 8        | 9        | 10       | 11       | 12       | 13       |
| 46       | 14       | 15       | 16       | 17       | 18       | 19       | 20       |
| 47       | 21       | 22       | 23       | 24       | 25       | 26       | 27       |
| 48       | 28       | 29       | 30       |          |          |          |          |

| Dezember | Dezember | Dezember | Dezember | Dezember | Dezember | Dezember | Dezember |
| Kw       | Mo       | Di       | Mi       | Do       | Fr       | Sa       | So       |
| -------- | -------- | -------- | -------- | -------- | -------- | -------- | -------- |
| 48       |          |          |          | 1        | 2        | 3        | 4        |
| 49       | 5        | 6        | 7        | 8        | 9        | 10       | 11       |
| 50       | 12       | 13       | 14       | 15       | 16       | 17       | 18       |
| 51       | 19       | 20       | 21       | 22       | 23       | 24       | 25       |
| 52       | 26       | 27       | 28       | 29       | 30       | 31       |          |

| Januar | Januar | Januar | Januar | Januar | Januar | Januar | Januar |
| Kw     | Mo     | Di     | Mi     | Do     | Fr     | Sa     | So     |
| ------ | ------ | ------ | ------ | ------ | ------ | ------ | ------ |
| 53     |        |        |        |        |        | 1      | 2      |
| 1      | 3      | 4      | 5      | 6      | 7      | 8      | 9      |
| 2      | 10     | 11     | 12     | 13     | 14     | 15     | 16     |
| 3      | 17     | 18     | 19     | 20     | 21     | 22     | 23     |
| 4      | 24     | 25     | 26     | 27     | 28     | 29     | 30     |
| 5      | 31     |        |        |        |        |        |        |

| Februar | Februar | Februar | Februar | Februar | Februar | Februar | Februar |
| Kw      | Mo      | Di      | Mi      | Do      | Fr      | Sa      | So      |
| ------- | ------- | ------- | ------- | ------- | ------- | ------- | ------- |
| 5       |         | 1       | 2       | 3       | 4       | 5       | 6       |
| 6       | 7       | 8       | 9       | 10      | 11      | 12      | 13      |
| 7       | 14      | 15      | 16      | 17      | 18      | 19      | 20      |
| 8       | 21      | 22      | 23      | 24      | 25      | 26      | 27      |
| 9       | 28      |         |         |         |         |         |         |

| März | März | März | März | März | März | März | März |
| Kw   | Mo   | Di   | Mi   | Do   | Fr   | Sa   | So   |
| ---- | ---- | ---- | ---- | ---- | ---- | ---- | ---- |
| 9    |      | 1    | 2    | 3    | 4    | 5    | 6    |
| 10   | 7    | 8    | 9    | 10   | 11   | 12   | 13   |
| 11   | 14   | 15   | 16   | 17   | 18   | 19   | 20   |
| 12   | 21   | 22   | 23   | 24   | 25   | 26   | 27   |
| 13   | 28   | 29   | 30   | 31   |      |      |      |

| April | April | April | April | April | April | April | April |
| Kw    | Mo    | Di    | Mi    | Do    | Fr    | Sa    | So    |
| ----- | ----- | ----- | ----- | ----- | ----- | ----- | ----- |
| 13    |       |       |       |       | 1     | 2     | 3     |
| 14    | 4     | 5     | 6     | 7     | 8     | 9     | 10    |
| 15    | 11    | 12    | 13    | 14    | 15    | 16    | 17    |
| 16    | 18    | 19    | 20    | 21    | 22    | 23    | 24    |
| 17    | 25    | 26    | 27    | 28    | 29    | 30    |       |

| Mai | Mai | Mai | Mai | Mai | Mai | Mai | Mai |
| Kw  | Mo  | Di  | Mi  | Do  | Fr  | Sa  | So  |
| --- | --- | --- | --- | --- | --- | --- | --- |
| 17  |     |     |     |     |     |     | 1   |
| 18  | 2   | 3   | 4   | 5   | 6   | 7   | 8   |
| 19  | 9   | 10  | 11  | 12  | 13  | 14  | 15  |
| 20  | 16  | 17  | 18  | 19  | 20  | 21  | 22  |
| 21  | 23  | 24  | 25  | 26  | 27  | 28  | 29  |
| 22  | 30  | 31  |     |     |     |     |     |

| Juni | Juni | Juni | Juni | Juni | Juni | Juni | Juni |
| Kw   | Mo   | Di   | Mi   | Do   | Fr   | Sa   | So   |
| ---- | ---- | ---- | ---- | ---- | ---- | ---- | ---- |
| 22   |      |      | 1    | 2    | 3    | 4    | 5    |
| 23   | 6    | 7    | 8    | 9    | 10   | 11   | 12   |
| 24   | 13   | 14   | 15   | 16   | 17   | 18   | 19   |
| 25   | 20   | 21   | 22   | 23   | 24   | 25   | 26   |
| 26   | 27   | 28   | 29   | 30   |      |      |      |

| Juli | Juli | Juli | Juli | Juli | Juli | Juli | Juli |
| Kw   | Mo   | Di   | Mi   | Do   | Fr   | Sa   | So   |
| ---- | ---- | ---- | ---- | ---- | ---- | ---- | ---- |
| 26   |      |      |      |      | 1    | 2    | 3    |
| 27   | 4    | 5    | 6    | 7    | 8    | 9    | 10   |
| 28   | 11   | 12   | 13   | 14   | 15   | 16   | 17   |
| 29   | 18   | 19   | 20   | 21   | 22   | 23   | 24   |
| 30   | 25   | 26   | 27   | 28   | 29   | 30   | 31   |

| August | August | August | August | August | August | August | August |
| Kw     | Mo     | Di     | Mi     | Do     | Fr     | Sa     | So     |
| ------ | ------ | ------ | ------ | ------ | ------ | ------ | ------ |
| 31     | 1      | 2      | 3      | 4      | 5      | 6      | 7      |
| 32     | 8      | 9      | 10     | 11     | 12     | 13     | 14     |
| 33     | 15     | 16     | 17     | 18     | 19     | 20     | 21     |
| 34     | 22     | 23     | 24     | 25     | 26     | 27     | 28     |
| 35     | 29     | 30     | 31     |        |        |        |        |

| September | September | September | September | September | September | September | September |
| Kw        | Mo        | Di        | Mi        | Do        | Fr        | Sa        | So        |
| --------- | --------- | --------- | --------- | --------- | --------- | --------- | --------- |
| 35        |           |           |           | 1         | 2         | 3         | 4         |
| 36        | 5         | 6         | 7         | 8         | 9         | 10        | 11        |
| 37        | 12        | 13        | 14        | 15        | 16        | 17        | 18        |
| 38        | 19        | 20        | 21        | 22        | 23        | 24        | 25        |
| 39        | 26        | 27        | 28        | 29        | 30        |           |           |

| Oktober | Oktober | Oktober | Oktober | Oktober | Oktober | Oktober | Oktober |
| Kw      | Mo      | Di      | Mi      | Do      | Fr      | Sa      | So      |
| ------- | ------- | ------- | ------- | ------- | ------- | ------- | ------- |
| 39      |         |         |         |         |         | 1       | 2       |
| 40      | 3       | 4       | 5       | 6       | 7       | 8       | 9       |
| 41      | 10      | 11      | 12      | 13      | 14      | 15      | 16      |
| 42      | 17      | 18      | 19      | 20      | 21      | 22      | 23      |
| 43      | 24      | 25      | 26      | 27      | 28      | 29      | 30      |
| 44      | 31      |         |         |         |         |         |         |

| November | November | November | November | November | November | November | November |
| Kw       | Mo       | Di       | Mi       | Do       | Fr       | Sa       | So       |
| -------- | -------- | -------- | -------- | -------- | -------- | -------- | -------- |
| 44       |          | 1        | 2        | 3        | 4        | 5        | 6        |
| 45       | 7        | 8        | 9        | 10       | 11       | 12       | 13       |
| 46       | 14       | 15       | 16       | 17       | 18       | 19       | 20       |
| 47       | 21       | 22       | 23       | 24       | 25       | 26       | 27       |
| 48       | 28       | 29       | 30       |          |          |          |          |

| Dezember | Dezember | Dezember | Dezember | Dezember | Dezember | Dezember | Dezember |
| Kw       | Mo       | Di       | Mi       | Do       | Fr       | Sa       | So       |
| -------- | -------- | -------- | -------- | -------- | -------- | -------- | -------- |
| 48       |          |          |          | 1        | 2        | 3        | 4        |
| 49       | 5        | 6        | 7        | 8        | 9        | 10       | 11       |
| 50       | 12       | 13       | 14       | 15       | 16       | 17       | 18       |
| 51       | 19       | 20       | 21       | 22       | 23       | 24       | 25       |
| 52       | 26       | 27       | 28       | 29       | 30       | 31       |          |

## Ereignisse

### Politik und Weltgeschehen

#### Rückeroberung Konstantinopels

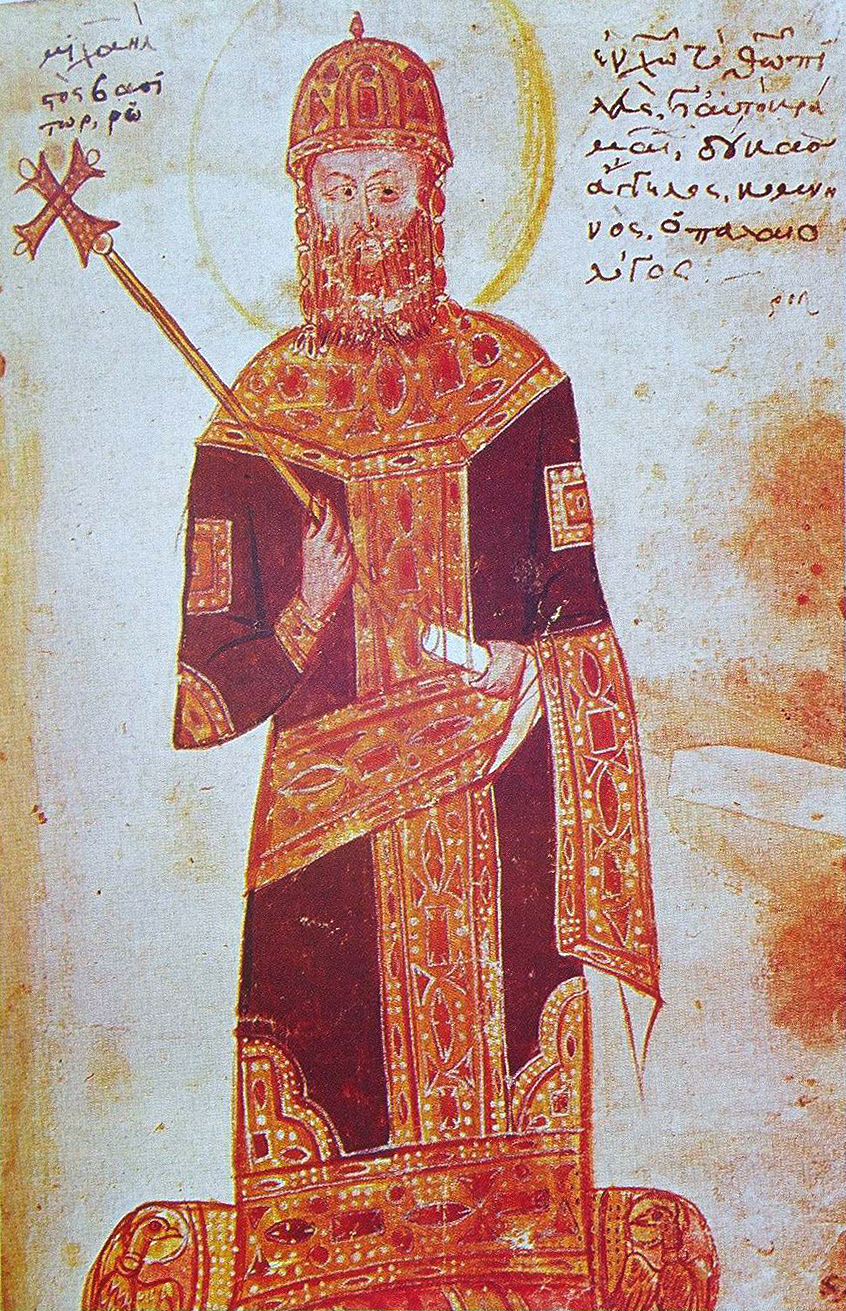
Michael VIII. Palaiologos in einer zeitgenössischen Darstellung

Im Sommer sendet Kaiser Michael VIII. von Nikaia den zum Cäsar ernannten General Alexios Melissenos Strategopulos nach Thrakien, um dort die Grenzen nach Bulgarien und Epirus zu überwachen; des Weiteren soll er die Stärke der Verteidigungsanlagen Konstantinopels überprüfen und im Umland der Stadt Unruhe stiften. General Alexios’ Armee besteht, da keine größeren Gefechte erwartet werden, nur aus etwa 800 Reitern und einigem Fußvolk. In der thrakischen Siedlung Selymbria nahe Konstantinopel erfährt Alexios von den ortsansässigen Bauern, dass der Großteil der lateinischen Armee zusammen mit der venezianischen Flotte unterwegs sei, um die Stadt Daphnusia zu überfallen, durch die sich die Einfahrt vom Schwarzen Meer in den Bosporus kontrollieren lässt. Alexios Strategopulos beschließt ohne Rücksprache mit seinem Kaiser die Chance zu nutzen und mit seinen wenigen Soldaten die nahezu unverteidigte Stadt zu überrumpeln.
- 25. Juli: Byzantinische Truppen unter der Führung von Alexios Melissenos Strategopulos erobern Konstantinopel im Handstreich zurück, das 1204 im 4. Kreuzzug durch christliche europäische Kreuzfahrer erobert worden ist. Sie beseitigen das Lateinische Kaiserreich und stellen das Byzantinische Reich wieder her. Der lateinische Kaiser Balduin II. flieht. Das erwartete Massaker als Rache für 1204 bleibt jedoch aus.
- 15. August: Nach der Rückeroberung von Konstantinopel zieht Michael VIII. wieder in die Hauptstadt des Byzantinischen Reiches ein und wird ein zweites Mal gekrönt. Das bisherige Kaiserreich Nikaia geht damit im Byzantinischen Reich auf.

#### Kreuzfahrerstaaten, Seerepubliken
- 13. März: Das Abkommen von Nymphaion als Handels- und Bündnisvertrag zwischen der Republik Genua und den Byzantinern wird unterzeichnet. Auf Grundlage des Abkommens von Nymphaion gründet die Republik Genua Niederlassungen am Schwarzen Meer in Trapezunt, Amastri, Vicina im Donaudelta, Kilia, Kaffa, Cetatea Albă, Tana an der Donmündung und Phokaia in der Ägäis.
- 27. September: Plaisance von Antiochia, Regentin von Zypern für ihren Sohn Hugo II. und Regentin von Jerusalem, stirbt. Die Regentschaft in Zypern übernimmt ihr Neffe Hugo von Antiochia. In der Nachfolge in der Regentschaft über Jerusalem bricht ein Konflikt innerhalb ihrer Verwandtschaft aus, weshalb zunächst der Bailli Geoffroy de Sergines dieses Amt übernimmt.
- Der genuesische Admiral Simon Grillo kapert im Krieg von St. Sabas vor Tyros einen venezianischen Konvoi. Im Gegenzug greift Venedig die Stadt Tyros an, jedoch ohne Erfolg.

#### Mamlukenreich
- 15. Januar: Baibars I. besiegt Sangar al-Halabi, den selbsternannten Herrscher von Damaskus, nachdem seine Gesandten ihn zur bedingungslosen Kapitulation aufgefordert haben.
- Frühjahr: Eine Truppenrevolte gegen Baibars wird niedergeschlagen.
- Aqqusch al-Burli erobert Aleppo von den Mongolen und ernennt sich selbst zum Statthalter Baibars, was von diesem allerdings nicht anerkannt wird. Im Juni proklamiert Aqqusch den Abbasiden al-Hākim I. zum Kalifen von Aleppo. Als Reaktion ernennt Baibars al-Mustansir II., einen anderen Abbasiden, zum Kalifen.
- 2. Oktober: Baibars zieht in Damaskus ein und stabilisiert damit seine Macht im Mamlukenreich.
- 27. November: Baibars Kalif al-Mustansir II., der versucht hat, nach Bagdad zu ziehen, fällt im Kampf gegen die Mongolen unter Hülegü am Euphrat.
- Ende des Jahres: Baibars erobert Aleppo. Aqqusch al-Burli unterwirft sich ihm und wird wieder in das Offizierskorps der Mamluken aufgenommen.

#### Deutscher Orden
- Nachdem das Heer des Deutschen Ordens in der Schlacht an der Durbe im Vorjahr völlig vernichtet worden ist, erheben sich die Prußen gegen die verhassten Besatzer.

#### Böhmen/Ungarn

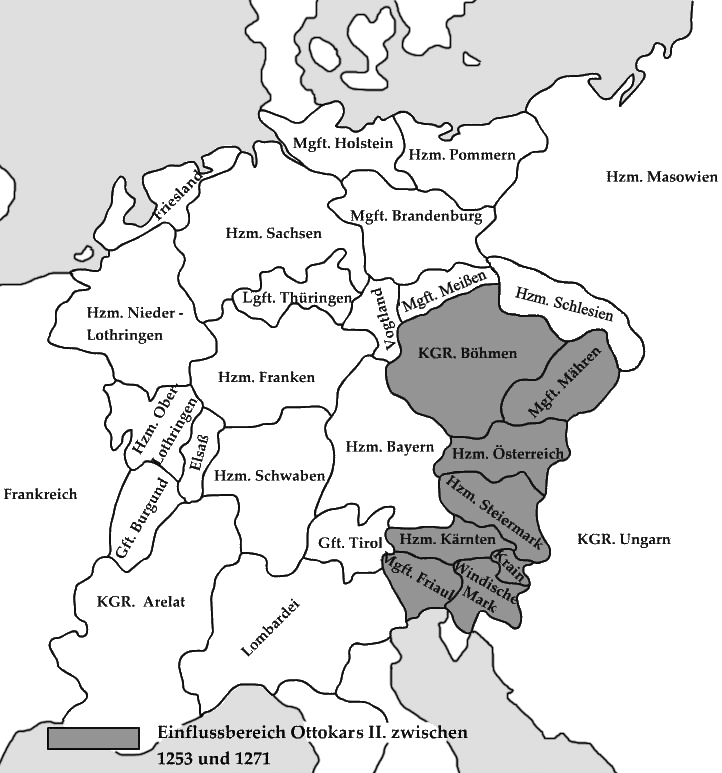
Karte mit dem Einflussbereich Ottokars II. um 1261

- 31. März: Ottokar II. Přemysl von Böhmen und Béla IV. von Ungarn sowie dessen Sohn Stephan V. schließen den Frieden von Wien. Der in der Schlacht bei Kressenbrunn im Vorjahr unterlegene Béla anerkennt darin Ottokar als Herzog der Steiermark.
- Ottokar II. Přemysl trennt sich auf Grund ihres Alters und der damit verbundenen Kinderlosigkeit von seiner Gattin Margarete von Babenberg. Ende Oktober heiratet er auf der Burg Pozsony die sechzehnjährige Kunigunde von Halitsch, die Enkelin Bélas von Ungarn, und bekräftigt damit die im Frieden von Wien getroffenen Vereinbarungen.

#### Weitere Ereignisse im Heiligen Römischen Reich
- 20. April: Nachdem die Grafen Johann I. und Gerhard I. die Grafschaft Holstein 23 Jahre gemeinsam regiert haben, wird sie nach dem Tod ihres Vaters Adolf IV., der sich 1239 ins Kloster zurückgezogen hat, von den beiden in die Grafschaften Holstein-Kiel und Holstein-Itzehoe geteilt. Johann regiert in der Folge in Kiel, Gerhard in Itzehoe. Es ist die erste einer ganzen Reihe von Teilungen zwischen den Grafen von Schauenburg und Holstein.

#### Brabant
- 28. Februar: Heinrich III., Herzog von Brabant, stirbt. Noch auf dem Sterbebett unterzeichnet er eine Charta, die seinen Untertanen größere Freiheiten gewährt. Nachfolger wird sein zehnjähriger Sohn Heinrich IV. unter der Vormundschaft seiner Mutter Adelheid von Burgund. Deren Herrschaft wird aber von ihrem Schwager Heinrich I. von Hessen und einem Vetter, Heinrich von Löwen, dem Herrn von Gaesbeek, angefochten.

#### England
- Heinrich III. von England kann aufgrund von Unstimmigkeiten seine Position gegenüber den Baronen mit Hilfe einer päpstlichen Bulle gegen die Provisions of Oxford wieder festigen.

#### Skandinavien
- Der norwegische König Haakon IV. gewinnt Grönland ohne Kampf.
- Magnus Lagabætir wird neben seinem Vater Håkon IV. Håkonson zum König von Norwegen gekrönt.

#### Afrika
- 27. November: Al-Hākim I. wird nach dem Tod von Al-Mustansir II. der zweite Kalif der Abbasiden, der in Kairo residiert.

#### Asien
- Im Machtkampf zwischen Kublai Khan und seinem Bruder Arigkbugha Khan um das Khaganat im Mongolenreich wechselt der Khan der Tschagatai Algui wegen eines Konflikts um Tributzahlungen die Seiten und unterstützt in der Folge Kublai. Ein Feldzug Arigkbughas gegen Algui bleibt erfolglos.
- Da die geplante Rückkehr der Polos nach Konstantinopel wegen dessen Rückeroberung unmöglich geworden ist, begeben sie sich von ihrem Kontor in Soldaia auf der Krim im Reich der Goldenen Horde entlang der Wolga und des Kaspischen Meeres ostwärts nach Buchara im Tschagatai-Khanat, wo sie wegen innermongolischer Kämpfe drei Jahre lang festsitzen.

#### Stadtrechte und urkundliche Ersterwähnungen
- 16. Dezember: Breslau, der Hauptstadt des schlesischen Herzogtums Breslau, wird das Magdeburger Stadtrecht verliehen.
- Ottokar II. Přemysl verlegt als neuer Landesherr der Steiermark den Ort Leoben nach Norden und verleiht ihm das Stadtrecht.
- Aefligen, Bätterkinden, Bönigen, Brügg, Büetigen, Bühl, Duvenstedt, Ennetbaden, Hindelbank, Jügesheim, Kernenried, Morschach, Mühledorf, Münchringen, Niederlenz, Rekingen, Riedtwil, Schafisheim, Schnottwil, Veltheim und Zuzwil werden erstmals urkundlich erwähnt.
- Der Aeschenschwibbogen in Basel wird als Eschmertor erstmals urkundlich erwähnt.

### Wirtschaft
- 22. November: Der Große Rat der Republik Venedig schafft eine neue Abteilung für die venezianischen Berufsvereinigungen, die zur Unterscheidung von der bisherigen als Giustizia Nuova bezeichnet wird. Das bisherige Gericht, die Giustizia Vecchia, ist für das Großgewerbe zuständig, wohingegen die Giustizia Nuova sich um die Belange der Kleingewerbetreibenden und der „Nahversorger“ kümmert.
- In Altstadt wird die Münzstätte Königsberg gegründet.

### Wissenschaft und Technik
- Auf dem Generalkapitel der Dominikaner in Barcelona wird der Provinzial der Teutonia beauftragt, zwei oder mehr Studiengänge für das Studium artium in dafür geeigneten Konventen einzurichten.
- 1261/1262: Die Universität Northampton wird gegründet.

### Kultur und Gesellschaft
In einem kirchenslawischen Einschub in der byzantinischen Chronik des Johannes Malalas werden der baltische Donnergott Perkūnas sowie Saulė (die Sonne) erwähnt, die dadurch entstanden sei, dass sie von dem Schmied Teliavelis geschmiedet und in den Himmel geschleudert wurde. 
- König Ferdinand III. von Kastilien und León stiftet den Orden der Eintracht.

### Religion
- Hildebrand von Möhren wird als Nachfolger des am 4. Mai gestorbenen Engelhard von Dolling Fürstbischof von Eichstätt.

Wappen Urbans IV.

- Papst Alexander IV. muss vor dem Italienzug des von ihm gebannten Königs Manfred nach Viterbo fliehen, wo er am 25. Mai stirbt. Als sein Nachfolger wird Jacques Pantaleon von einem nur acht Kardinäle umfassenden Kardinalskollegium am 29. August zum Papst gewählt. Er nimmt den Namen Urban IV. an und wird am 2. September geweiht. Er setzt die stauferfeindliche Politik seines Vorgängers fort. Während seines Pontifikats residiert er in Orvieto und Viterbo und betritt Rom niemals.
- 2. Oktober: Engelbert II. von Falkenburg wird als Nachfolger des gestorbenen Konrad von Hochstaden Erzbischof von Köln.
- Bertho II. von Leibolz wird als Nachfolger von Heinrich IV. von Erthal Abt des Klosters Fulda. Wie sein Vorgänger bekämpft er energisch das Raubrittertum in der Umgebung.
- Smil von Zbraslav und Střílky, Burggraf von Brumov, gründet das Kloster Smilheim.
- Thomas von Aquin ist Magister sacri palatii am päpstlichen Hof in Viterbo oder Orvieto.

## Geboren

### Geburtsdatum gesichert
- 11. Februar: Otto III., Herzog von (Nieder-)Bayern und König von Ungarn († 1312)
- 28. Februar: Margrete Aleksandersdotter, Königin von Norwegen († 1283)
- 1. März: Hugh le Despenser, 1. Earl of Winchester, englischer Magnat, Diplomat und Militär († 1326)
- 9. Oktober: Dionysius, König von Portugal († 1325)

### Genaues Geburtsdatum unbekannt
- 2. Halbjahr: Konstantin Palaiologos Porphyrogennetos, byzantinischer Prinz und General († 1306)
- Bohemund IV., Graf von Tripolis und Titularfürst von Antiochia  († 1287)
- William de Braose, 2. Baron Braose, 10. Baron von Bramber und Gower, englischer Adeliger († 1326)
- Daniel von Moskau, Fürst von Moskau († 1303)
- Albertino Mussato, italienischer Frühhumanist, Poet und Geschichtsschreiber († 1329)

### Geboren um 1261
- 1261/1262: Bernard Gui, südfranzösischer Dominikaner und Inquisitor († 1331)
- Elisabeth von Sizilien, Königin von Ungarn († zwischen 1290 und 1304)

## Gestorben

### Todesdatum gesichert
- 19. Februar: Bonifatius von Lausanne, katholischer Heiliger und Bischof von Lausanne (* 1181/82)
- 28. Februar: Heinrich III., der Gütige, Herzog von Brabant (* um 1231)
- 4. Mai: Engelhard von Dolling, Bischof von Eichstätt
- 25. Mai: Rainald Graf von Segni, unter dem Namen Alexander IV. Papst (* um 1199)
- 10. Juni: Mathilde von Brandenburg, Herzogin von Braunschweig-Lüneburg (* um 1210)
- 8. Juli: Adolf IV., Edler Herr von Schauenburg sowie Graf von Holstein und Stormarn (* 1205)
- 24. August: Ela of Salisbury, englische Adelige und Äbtissin (* um 1190)
- 27. September: Plaisance von Antiochia, Königin und Regentin von Zypern sowie Regentin des Königreichs Jerusalem (* 1235/1236)

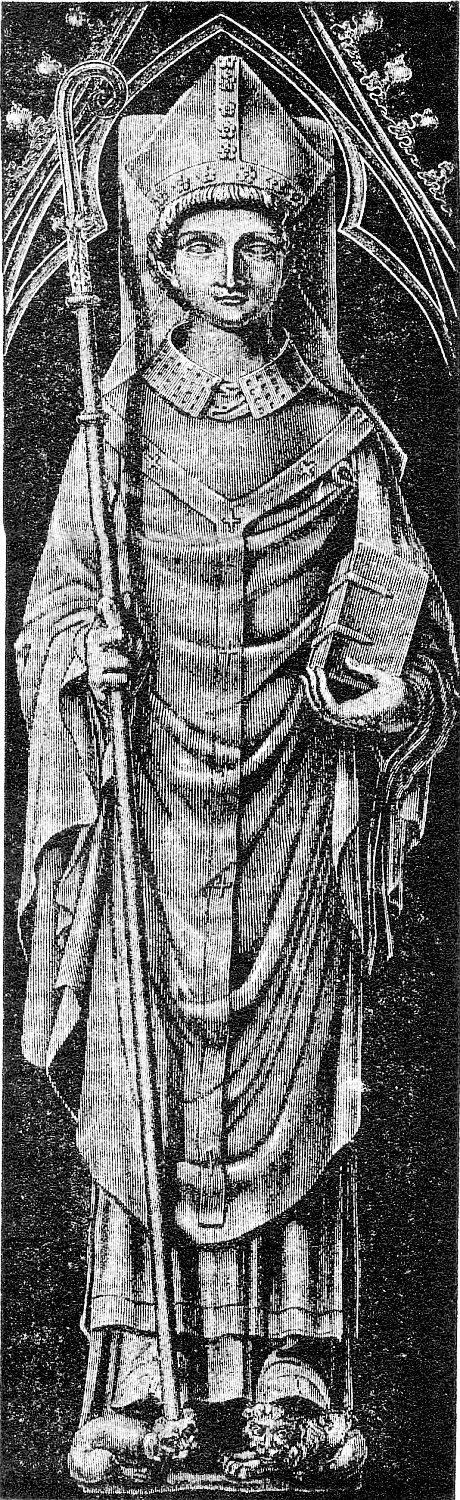
Grabmal des Konrad von Hochstaden in der Johanneskapelle des Kölner Domes

- 28. September: Konrad von Hochstaden, Erzbischof von Köln (* um 1205)
- 19. Oktober: Raugraf Heinrich I., südwestdeutscher Adeliger
- 2. November: Bettisia Gozzadini, bolognesische Juristin und Professorin an der Universität von Bologna (* 1209)
- 9. November: Sancha von der Provence, französische Adelige und römisch-deutsche Königin (* 1225)
- 26. November: Hōjō Shigetoki, japanischer Adliger (* 1198)
- 27. November: Al-Mustansir II., erster Kalif aus der Dynastie der Abbasiden in Kairo

### Genaues Todesdatum unbekannt
- Knut Håkonsson, letzter Gegenkönig im norwegischen Bürgerkrieg (* um 1208)
- Godragpa Sönam Gyeltshen, Meister des tibetischen Buddhismus und Klostergründer (* 1182)
- Isaak Dukas Batatzes, byzantinischer Aristokrat im Kaiserreich Nikaia (* vor 1192)
- Nikephoros II., Patriarch von Konstantinopel
- Qin Jiushao, chinesischer Beamter, Militär, Schriftsteller, Erfinder und Mathematiker (* 1202)
- Siegebod Schack, Domherr zu Lübeck und Domherr zu Schwerin
- Stephan von Bourbon, französischer Dominikaner-Inquisitor (* um 1190)
- Wedekind I., Bischof von Minden

### Gestorben um 1261
- 7. Oktober 1260 oder 8. November 1261: Albrecht I., Herzog von Sachsen (* um 1175)